# Lista episoadelor din Viața în acvariu
Aceasta este o listă de episoade a serialului Viața în acvariu (Fish Hooks), care a debutat în Statele Unite pe Disney Channel în 24 septembrie 2010.

## Sezonul 1
1. Bea rămâne în poză (Bea Stays in the Picture)
2. Petrecere în pijamale (Fish Sleepover Party)
3. Pești pe uscat (Fish Out of Water)
4. Doris Floares Frumusescu (Doris Flores Gorgeous)
5. Băiatul subacvatic (Underwater Boy)
6. La mulți ani Caracatus (Happy Birthfish, Jocktopus)
7. Bea devine adult (Bea Becomes an Adult Fish)
8. Cuțu cuțu (Doggonit)
9. Regina Bea (Queen Bea)
10. Pește repetent (Fail Fish)
11. Pește amuzant (Funny Fish)
12. Baldwin, super-peștele (Baldwin the Super Fish)
13. Dansând cu peștii lupi (Dances with Wolf Fish)
14. Povestea lui Sir Oscar peștele (The Tale of Sir Oscar Fish)
15. Mergem la Hamsterwood (Hooray for Hamsterwood)
16. Milo și prietenul ninja (Milo Gets a Ninja)
17. Hidropizie! (Dropsy!)
18. Pescuit pentru complimente: Povestea lui Albert Glass (Fishing for Compliments: The Albert Glass Story)
19. Pește mare (Big Fish)
20. Partea întunecată a peștilor (The Dark Side of the Fish)
21. Bani și pești (Dollars and Fish)
22. Fete versus băieți (Fish Floaters)
23. Pește zburător (Flying Fish)
24. Două scoici îndrăgostite (Two Clams in Love)
25. La pescuit de oameni (Peopleing)
26. Legenda trolului ecologist (Legend of the Earth Troll)
27. Frica de paraziți (Parasite Fright)
28. Pamela Hamster se întoarce (Pamela Hamster Returns)
29. Permis de conducere pescăresc (Riding in Cars with Fish)
30. Milo și ideea genială (Milo's Big Idea)
31. Masco-Catastrofa (Mascotastrophe)
32. Bună dimineața apă dulce (Good Morning, Freshwater)
33. Jamalul unui pește pierdut (Diary of a Lost Fish)
34. Avem Spirit Peștesc (We've Got Fish Spirit)
35. Fugi Oscar fugi (Run, Oscar, Run)
36. Pești în parcul de distracții (Good Times at Pupu Goodtimes)
37. Oscar este regal (Oscar Makes an Impression)
38. Pești și cartofi (Fish School Musical)
39. Reducere de angajat (Employee Discount)
40. Halloween Haul (Halloween Haul)
41. Concursul de talente (Fish Talent Show)

## Sezonul 2
1. - reclama lui Bea
2. Hairanoid
3. - (Adventures in Fish-Sitting)
4. - (Banned Band)
5. - (Merry Fishmas, Milo)
6. - (Milo on the Lam)
7. - (Break Up Shake Down)
8. - (Just One of the Fish)
9. - (Rock Lobster Yeti)
10. - (Spoiler Alert)
11. - Bea se intalneste cu Milo
12. - (Oscar's Secret Admirer)
13. - (Sixteen Clamandles)
14. - Trimitemi un peste inger